# Lengelbach
Der Lengelbach, auch Lengel und im Ober- und Mittellauf auch Stiedenbach genannt, ist ein etwa 11,4 km langer, südsüdöstlicher und orographisch rechter Zufluss der Eder im Landkreis Waldeck-Frankenberg in Nordhessen.

## Verlauf
Der Lengelbach entspringt in den Nordausläufern des Burgwaldes im Frankenberger Oberland auf der Geismarer Platte. Seine Quelle liegt rund 1 km südsüdwestlich vom Haubern, einem Stadtteil von Frankenberg, auf etwa 404 m ü. NHN. 
Anfangs verläuft der Bach in landwirtschaftlich genutztem Gebiet nordostwärts nach und durch Haubern und unterhalb der einstigen Haubernschen Mühle in Richtung Norden zum und durch den Frankenauer Stadtteil Dainrode, wo er die Bundesstraße 253 unterquert. Dort erreicht das Fließgewässer den Naturpark Kellerwald-Edersee, in dem es nordnordwestwärts nach und durch den Frankenauer Stadtteil Allendorf verläuft, vorerst bis zur ehemaligen Obersten Mühle.
Danach passiert der Lengelbach in recht engem und von Wald gesäumtem Tal in Richtung Nordnordosten im zur Waldstruth gehörenden Hessensteiner Wald die einstige Kuchenmühle und den am Martinsberg gelegenen Lengelhof mit der ehemaligen Lengelmühle, wo der Treisbach einmündet. Unterhalb davon verläuft er etwa in Richtung Nordwesten erst etwa entlang der Grenze vom Hessensteiner Wald zur Frankenauer Flur und dann zu jener der Lotheimer Täler, die beide zum Naturraum Niederkellerwald gehören. Dann fließt der Bach im Naturschutzgebiet Lengelbachtal vorbei an der einstigen Bären- und Huhnsmühle.

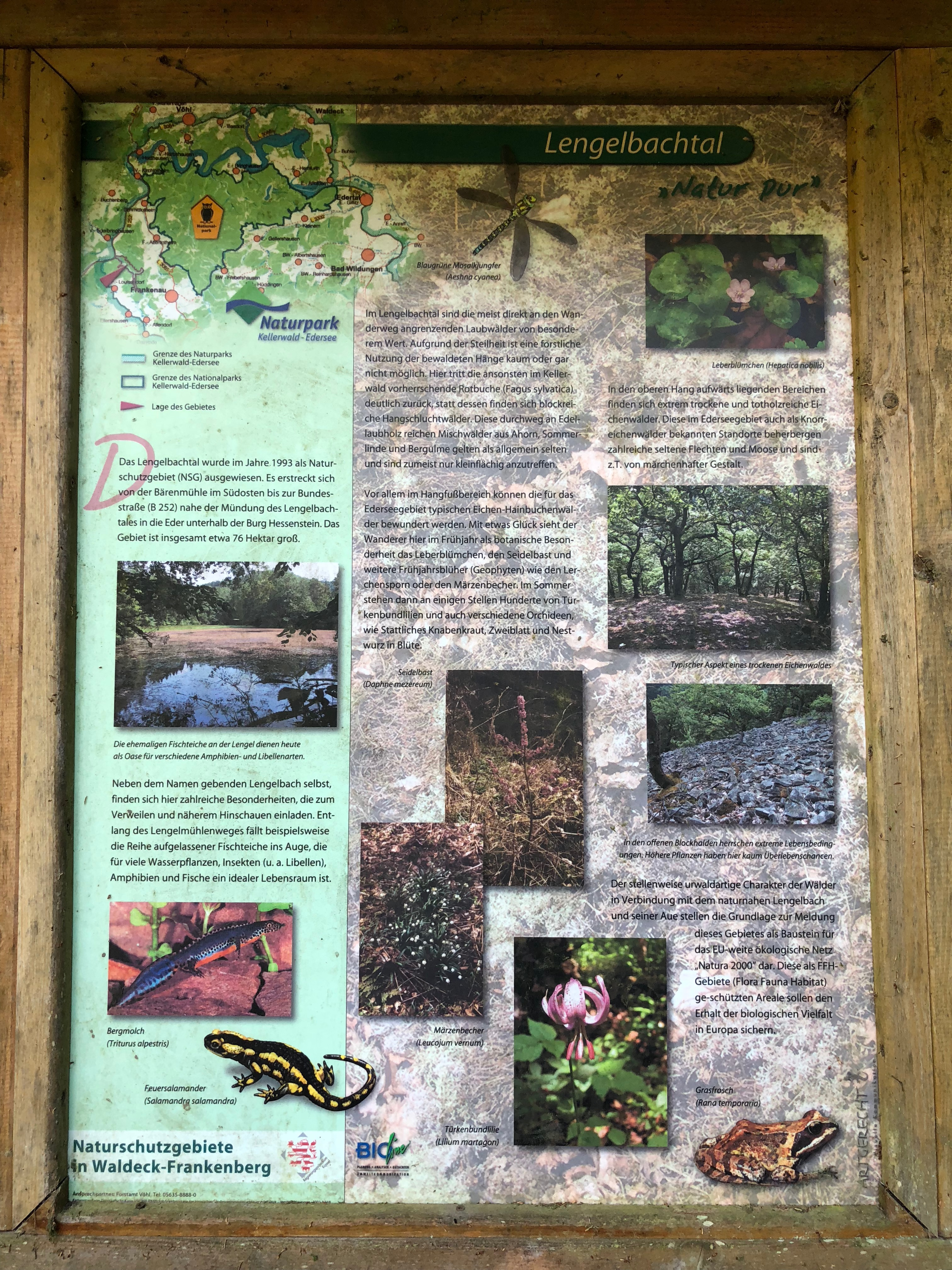
Hinweisschild im Lengelbachtal

Anschließend mündet der Lengelbach, direkt nach Unterqueren der dort die Grenze des Naturparks und Naturschutzgebiets bildenden Bundesstraße 252, etwa 650 m westsüdwestlich der Burg Hessenstein auf etwa 255 m Höhe in den etwa von Südwesten kommenden Fulda-Zufluss Eder; seiner Mündung westlich gegenüber, und damit jenseits der Eder, verläuft die Untere Edertalbahn.

## Einzugsgebiet und Zuflüsse
Das Einzugsgebiet des Lengelbachs ist 25,848 km² groß. Zu seinen Zuflüssen gehören mit orographischer Zuordnung (l = linksseitig, r = rechtsseitig), Gewässerlänge, Mündungsort mit Lengelbachkilometer und Einzugsgebietsgröße (flussabwärts betrachtet):
- Treisbach (r; 3 km), unterhalb Allendorf beim Lengelhof (bei km 4,4), 2,933 km²
- Nebenbach vom Pferdsberg in Dainrode (r; 2,6 km), bei Dainrode (nahe km 7,95), 2,662 km²